# Vincenzo Ricci (politico 1804-1868)
Vincenzo Ricci (Genova, 17 maggio 1804 – Genova, 18 maggio 1868) è stato un politico e magistrato italiano.

## Biografia
Appartenente alla nobile casata genovese dei Marchesi Ricci, famiglia eminente nella storia del Risorgimento genovese e italiano, e Magistrato, fu Deputato per Genova e Ministro per l'Interno, insieme a Lorenzo Pareto (Ministro per l'Estero), nel primo Governo costituzionale del Regno di Sardegna presieduto da Cesare Balbo (marzo-luglio 1848) e, successivamente, rivestì la carica di Ministro delle Finanze nei Governi Casati (luglio-agosto 1848), Gioberti (dicembre 1848-febbraio 1849) e Chiodo (febbraio-marzo 1849).  Suoi fratelli erano il diplomatico Alberto Ricci, Senatore a vita del Regno di Sardegna, l'Ammiraglio  Giovanni Ricci, Deputato per Genova e poi Senatore del Regno, nonché Ministro della Marina del Regno d'Italia nel Governo Farini, e il Generale Giuseppe Ricci, Deputato per Spezia.